# Josh Groban
Josh Groban, all'anagrafe Joshua Winslow Groban (Los Angeles, 27 febbraio 1981), è un cantautore, produttore discografico e attore statunitense.
Artista poliedrico conosciuto per la sua voce da baritono lirico, i suoi primi quattro album in studio sono stati certificati multi-platino negli Stati Uniti e, ad oggi, le vendite complessive dei suoi dischi ammontano a più di 25 milioni in tutto il mondo.
Canta in inglese, italiano, spagnolo, francese e portoghese.
Nel 2016 debutta come artista teatrale a Broadway nel musical Natasha, Pierre & The Great Comet of 1812, basato su alcuni capitoli di Guerra e Pace. Lo spettacolo viene accolto eccellentemente da pubblico e critica che definisce Groban "non solo adeguato, assolutamente meraviglioso".

## Biografia
La famiglia di Groban è composta da sua madre Lindy, insegnante di scuola, e dal padre Jack Groban, un uomo d'affari discendente da immigrati ebrei provenienti dalla Polonia e dalla Russia. Entrambi i genitori sono episcopaliani. Il fratello minore, Chris, è nato invece nel giorno del quarto compleanno di Josh.
Groban cantò per la prima volta in pubblico all'età di 13 anni, in seconda media, quando la sua insegnante di musica lo scelse per cantare un assolo di "S'wonderful" durante uno spettacolo scolastico. In un primo momento Josh concentrò i suoi studi principalmente sulla recitazione.
Tra il 1997 e il 1998 Groban frequentò l'Interlochen Arts Program specializzandosi nel teatro musicale ed iniziando a prendere lezioni di canto. Si laureò poi nel 1999 presso la Los Angeles County High School for the Arts. Fu ammesso anche alla Carnegie Mellon University con l'intento di proseguire gli studi di recitazione, ma lasciò in seguito al contratto offertogli dalla Warner Bros., scegliendo in un primo momento di dedicarsi completamente alla carriera di cantante.

## Carriera

### Il debutto
Alla fine del 1998, Seth Riggs, vocal coach di Groban, lo presentò a David Foster e al suo futuro manager Brian Avnet. Foster, rimasto colpito dal talento del diciassettenne, nei mesi successivi lo fece esibire nelle prove di alcuni eventi di alto livello: alle prove dei Grammy Awards del 1999 duettò con Céline Dion in The Prayer, come sostituto di Andrea Bocelli; fu impiegato anche nelle prove della cerimonia di insediamento di Gray Davis quale governatore della California nel gennaio del 1999.
Groban firmò così, attraverso la 143 Records, il suo primo contratto discografico con la Warner Bros. Records.
Tra le altre collaborazioni importanti, accompagnò Sarah Brightman nel tour 2000-2001 La Luna e registrò la canzone For Always assieme a Lara Fabian, inserita nella colonna sonora del film A.I. - Intelligenza artificiale (2001).
Nel maggio del 2001, Groban interpretò il ruolo di Malcolm Wyatt nel finale stagionale della serie televisiva Ally McBeal, eseguendo You're Still You. Secondo le intenzioni iniziali del creatore della serie David E. Kelley, si doveva trattare di una sola apparizione, ma visto il gradimento del pubblico fu chiesto a Groban di interpretare Malcolm Wyatt anche nella stagione successiva e cantare To Where You Are nella puntata in onore ai morti dell'11 settembre.
L'omonimo e primo album di debutto, Josh Groban, fu pubblicato il 20 novembre 2001, ottenne un enorme consenso dal pubblico certificandosi prima Disco d'oro ed in seguito doppio Disco di platino negli Stati Uniti.

### Closer
Il 24 febbraio 2002 Groban eseguì The Prayer con Charlotte Church nella cerimonia di chiusura dei Giochi olimpici invernali di Salt Lake City e, nel mese di novembre, andò in onda sul Public Broadcasting Service (PBS) lo speciale a lui dedicato Josh Groban In Concert.
Nel dicembre 2002, ha eseguito To Where You Are e The Prayer in duetto con Sissel Kyrkjebø al concerto per il Premio Nobel per la Pace ad Oslo. Fu poi anche chiamato ad esibirsi insieme ai The Corrs, Ronan Keating, Sting, Lionel Richie ed altri al concerto di Natale in Vaticano.
L'11 novembre 2003 venne pubblicato il suo secondo album Closer che raggiunge la prima posizione nella classifica Billboard 200 e la seconda nelle Billboard Canadian Albums e VG-lista (Norvegia). Il singolo traino è Oceano, cover in italiano di Lisa che per ben 19 settimane tocca il vertice della classifica dei singoli negli Stati Uniti e fa vendere all'intero album oltre 6 milioni di copie. Grande successo anche per la cover di You raise me up che ottiene milioni di visualizzazioni su Youtube. Come il precedente, l'album  è prodotto da David Foster, pubblicato dalla 143 Records e distribuito dalla Warner Music. Nel disco anche Alla luce del sole scritta appositamente da Maurizio Fabrizio, altro autore italiano.
Nello stesso anno partecipa assieme ad altri artisti come Céline Dion, Nick Carter, Enrique Iglesias al World children's day sponsorizzato da McDonald's interpretando Aren't they all our children.
Il 30 novembre 2004 uscì il suo secondo DVD Live At The Greek, registrato dal vivo al Greek Theater di Los Angeles. Su PBS venne trasmesso un altro speciale Great Performances. Agli MTV Music Awards, dove candidato per il miglior cantante maschio nella categoria pop, premio vinto poi da Usher, cantò Remember When It Rained.
Nel 2005 interpreta il brano Believe nella colonna sonora di The Polar Express di Robert Zemeckis. Il brano è candidato all'Oscar nel 2006 e, durante la celebrazione, Groban lo interpreta in duetto con Beyoncé.

### Awake e Nöel
Il 4 settembre 2006 il sito web AOL Music mette in ascolto, in anteprima mondiale, il nuovo singolo di Josh, You Are Loved (Don't Give Up), tratto dal nuovo album in uscita il 7 novembre 2006. In questo album che raggiunge la prima posizione nella Billboard Canadian Albums e la seconda nella Billboard 200, dal titolo Awake, Groban collabora anche con la cantante e compositrice Imogen Heap nel singolo Now or Never. Esegue anche due tracce con il gruppo sud africano Ladysmith Black Mambazo, per i singoli Lullaby e Weeping. Il tour mondiale per l'album Awake coinvolge 71 città tra febbraio e agosto 2007, e in Australia e nelle Filippine ha come ospite speciale nell'ottobre del 2007 Lani Misalucha. Eseguì poi un duetto con Barbra Streisand (All I Know of Love) e con Mireille Mathieu (Over the Rainbow).
L'album viene certificato doppio disco di platino arrivando a vendere più di due milioni di copie.
In quegli anni Groban rivela di voler riprendere e approfondire la sua carriera di attore, sognando un debutto a Broadway (sogno realizzato nel 2016).

#### Il successo di Nöel
Nel giugno 2007, Groban registra un album natalizio a Londra con la London Symphony Orchestra e il Magdalen College di Oxford, che debutta il 9 ottobre 2007 con il titolo Nöel. L'album ha avuto un enorme successo in America rompendo numerosi record per gli album di Natale, diventando anche l'album più venduto del 2007 in sole 10 settimane di uscita, vendendo 3,5 milioni e raggiungendo la prima posizione nelle Billboard 200 e Billboard Canadian Albums e la terza nella VG-lista (Norvegia). Per questo disco Groban riceve una nomination ai 2008 Juno Award e, ad oggi, le copie vendute sono più di 5,8 milioni in tutto il mondo.

### Apparizioni e collaborazioni
- In collaborazione con il cantante francese Charles Aznavour registra il duetto La Bohème, in inglese e francese. Il duetto è entrato poi a far parte del nuovo disco di Aznavour, intitolato Duets.
- Il 1º luglio 2007 Groban si esibisce con Sarah Brightman al concerto per Diana al Wembley Stadium; l'evento fu trasmesso in 500 milioni di case e in 140 città.
- Il 23 agosto 2007 Groban esegue "You Raise Me Up" nell'episodio 14 del talent show Last Choir Standing.
- Il 10 febbraio 2008 si esibisce ai Grammy Awards 2008 con Andrea Bocelli in un tributo a Luciano Pavarotti.
- Il 15 luglio 2008, esegue "God Bless America" durante il settimo inning del 79º All-Star Game allo Yankee Stadium.
- Il 29 agosto 2008 appare nell'episodio finale del Charlotte Church Show per una breve intervista. Lo show finì con Groban che eseguì "The Prayer" con la conduttrice Charlotte Church.
-Il 21 settembre 2008 si esibisce alla 60ª edizione degli Emmy Awards eseguendo un medley comico di sigle Tv ben note.
- La domenica del 18 gennaio 2009 si esibisce alla Cerimonia Inaugurale per il Presidente, eseguendo My Country, 'Tis of Thee in duetto con Heather Headley.
- Il 28 marzo 2009 esegue Bridge over Troubled Water insieme a Jordin Sparks per l'evento di carità Celebrity Fight Night.
- Il 14 settembre 2009 è apparso all'Oprah Winfrey Show. Due giorni dopo è apparso in Glee.

### Il ritorno conIlluminationseAll That Echoses
L'8 settembre 2010, a quattro anni dall'ultimo lavoro discografico, ha pubblicato in esclusiva sul suo sito ufficiale il singolo Hidden Away, traccia d'apertura del suo nuovo album Illuminations uscito il 15 novembre 2010 negli Stati Uniti. In esclusiva e solo per chi ha acquistato il CD, scaricabile dal sito ufficiale con un ticket code, il cantante ha regalato una sua personale performance in live streaming sulla sua pagina personale della piattaforma Ustream. Groban ha scritto 11 delle 13 canzoni dell'album.
Il 12 dicembre 2012 l'artista ha pubblicato Brave, primo singolo estratto dell'album All That Echoes. L'album viene pubblicato negli USA il 4 febbraio 2013 dove ha raggiunto la prima posizione nella classifica Billboard 200.

### Stagese debutto a Broadway
Nel mese di marzo 2015, la pagina Facebook di Josh Groban ha annunciato l'uscita di un nuovo album chiamato "Stages", una raccolta di cover dei più famosi pezzi dei musicals di Broadway.
Nel 2016 debutta a Broadway nel musical Natasha, Pierre & The Great Comet of 1812, basato su alcuni capitoli di Guerra e Pace. Groban, descritto dalla critica come "non solo adeguato, semplicemente meraviglioso", riceve una candidatura al Tony Award al miglior attore protagonista in un musical.
Nel 2023 torna a Broadway nel musical di Stephen Sondheim Sweeney Todd, in cui interpreta l'eponimo protagonista; per la sua performance ottiene una seconda candidatura ai Tony Award.

## Discografia

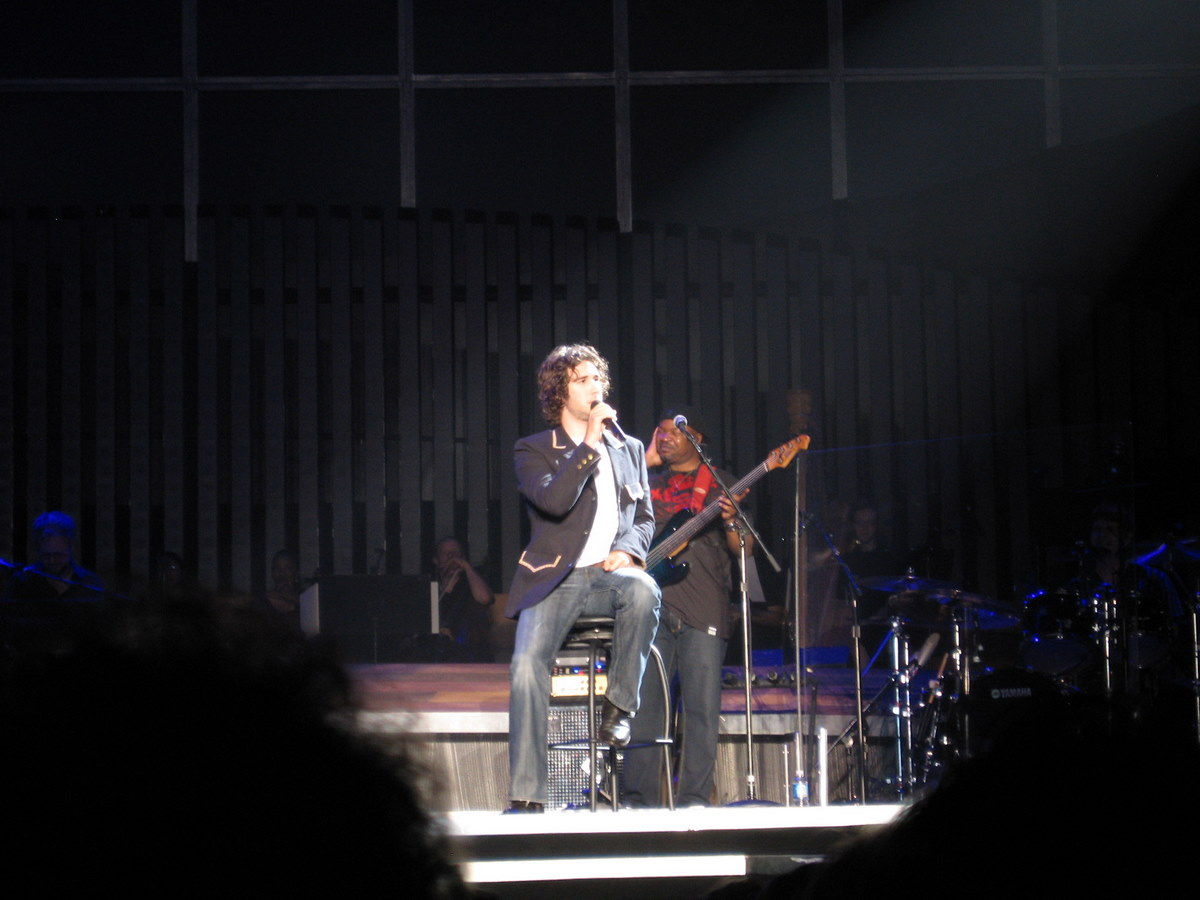
Josh Groban in concerto ad Atlantic City

### Album in studio
- 2001 - Josh Groban
- 2003 - Closer
- 2006 - Awake
- 2007 - Noel
- 2010 - Illuminations
- 2013 - All That Echoes
- 2015 - Stages
- 2018 - Bridges
- 2020 - Harmony

### Live
- 2002 - Josh Groban in Concert
- 2004 - Live at the Greek
- 2007 - Awake Live

### Raccolte
- 2007 - With You
- 2008 - A Collection

## Interpretazioni
- Ally McBeal Season 4 Box Set 2 (DVD) - 2002 - Nell'episodio "The Wedding" Josh interpreta il ruolo di Malcom Wyatt ed esegue "You're Still You"
- Ally McBeal Season 5 Box Set 1 (DVD) - 2003 - Nell'episodio "Nine One One" Josh interpreta il ruolo di Malcom Wyatt ed esegue "To Where You Are"
- Glee Season 1 - 2009 - Episodio 3 "Acafellas" - Interpreta se stesso
- Glee Season 1 - 2009 - Episodio 22 "Journey" - Interpreta se stesso
- Crazy Ex-Girlfriend Seson 3 - 2018 - Episodio 4 "Josh" - Interpreta se stesso

Partecipazioni
- Sarah Brightman: La Luna (Live in Concert) (DVD) - 2001 - Duetto di "There for Me"
- A.I. - Artificial Intelligence Oringinal Motion Picture Score - 2001 - Duetto di "For Always"
- Enchantment - 2001 - Duetto di "The Prayer"
- Prelude: The Best of Charlotte Church - 2002 - Duetto di "The Prayer"
- Enchantment: Charlotte Church (DVD) - 2002 - Duetto di "Somewhere" e "The Prayer"
- Duets: Barbara Streisand - 2002 - Duetto di "All I Know of Love"
- Concert for World Childrens' Day (DVD) - 2003 - Eseguiti "Gira Con Me," "To Where You Are," "The Prayer" (duetto con Celine Dion), e "Aren't They All Our Children Anthem" as a cast.
- Troy Soundtrack - 2004 - "Remember Me" con Tanja Tzarovska

## Filmografia

### Cinema
- Crazy, Stupid, Love, regia di Glenn Ficarra e John Requa (2011)
- Muppets 2 - Ricercati (Muppets Most Wanted), regia di James Bobin (2014)
- The Hollars, regia di John Krasinski (2016)

### Televisione
- Ally McBeal – serie TV, episodi 4x23–5x07 (2001)
- Tim and Eric Awesome Show, Great Job! – serie TV, episodio 4x08 (2009)
- Glee – serie TV, episodi 1x03–1x22 (2009–2010)
- The Office – serie TV, episodi 8x04–9x06 (2011–2012)
- CSI: NY – serie TV, episodio 9x16 (2013)
- C'è sempre il sole a Philadelphia (It's Always Sunny in Philadelphia) – serie TV, episodi 9x06 (2013)
- The Crazy Ones – serie TV, episodi 1x07–1x19 (2013–2014)
- I Muppet (The Muppets) – serie TV, episodio 1x02 (2015)
- Parks and Recreation – serie TV, episodio 7x06 (2015)
- Life in Pieces – serie TV, episodio 1x16 (2016)
- Crazy Ex-Girlfriend – serie TV, episodio 3x04 (2017)
- The Good Cop – serie TV, 10 episodi (2018)

## Doppiatori italiani
Nelle versioni in italiano dei suoi film, Josh Groban viene doppiato da: 
- Nanni Baldini in Glee (ep. 1x03), I Muppet
- Marco Baroni in Glee (ep. 1x22)
- Gianfranco Miranda in Crazy, Stupid, Love
- Massimo Triggiani in The Good Cop
- Massimiliano Manfredi ne Il camerino di Julie